# گورستان سگ‌های اشکلون

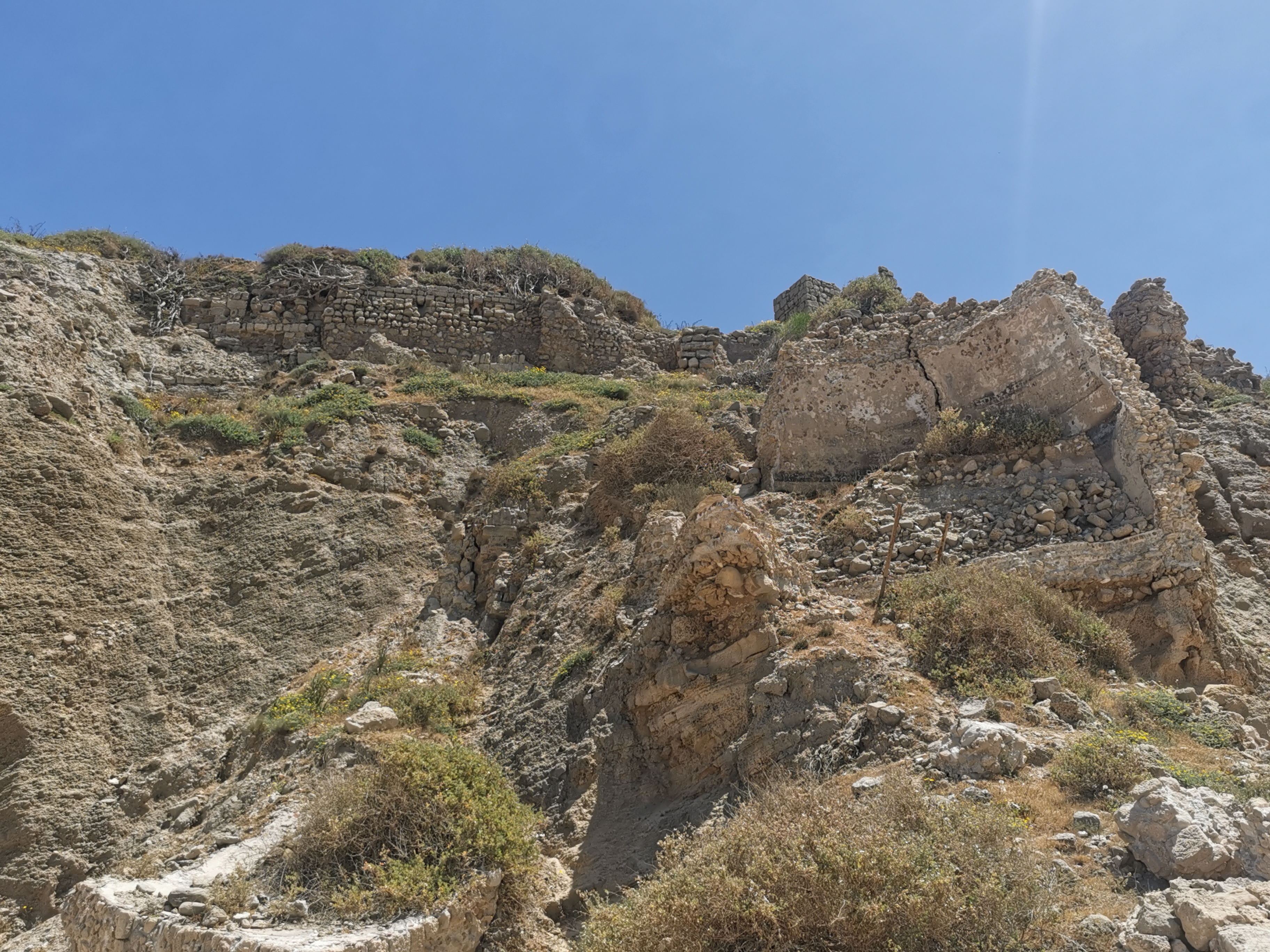
گورستان سگ‌های اشکلون

گورستان سگ‌های اشکلون (انگلیسی: Ashkelon dog cemetery) یک تدفینگاه در شهر اشکلون اسرائیل است که احتمال دارد در بین قرن پنجم تا سوم قبل از میلاد، هزاران سگ در آن جا به خاک سپرده شده باشند. بیشتر آنها، توله سگ بودند؛ تمام آنها شباهت‌هایی با سگ کنعان امروزی داشتند که شاید نمایانگر گروه اجدادی باشد که نژاد امروزی از نسل آنها باشد. این گورستان، بزرگ‌ترین گورستان شناخته شده از این نوع، در دنیای کهن است.
گمان می‌رود که سگها به موضوع پرستش عشتروت در اشکلون ربط داشته باشند. ام. هلزر (M. Heltzer)به مدارکی از سیسیل اشاره دارد مبتنی براینکه ممکن است یک ارتباط آئینی بین سگ‌ها و الهه عشتروت در خاورمیانه وجود داشته باشد، و هرودوت، مطالبی را ذکر کرده است مبنی بر اینکه قدیمی‌ترین معبد در اشکلون به آفرودیته پیشکش شده بود، که طبق این مطلب، یونانی‌ها با عشتروت ارتباط داشتند.